# سوپر ماریو لند
«سوپر ماریو لند» (انگلیسی: Super Mario Land) یک بازی ویدئویی در سبک سکوبازی است که توسط نینتندو و در سال ۱۹۸۹ و در پلت‌فرم گیم بوی منتشر شده‌است.